# Aqüeducte de les Aigües Lliures
L'aqüeducte de les Aigües Lliures (Aqueduto das Águas Livres en portugués) és un aqüeducte de Lisboa, a Portugal.

## Descripció

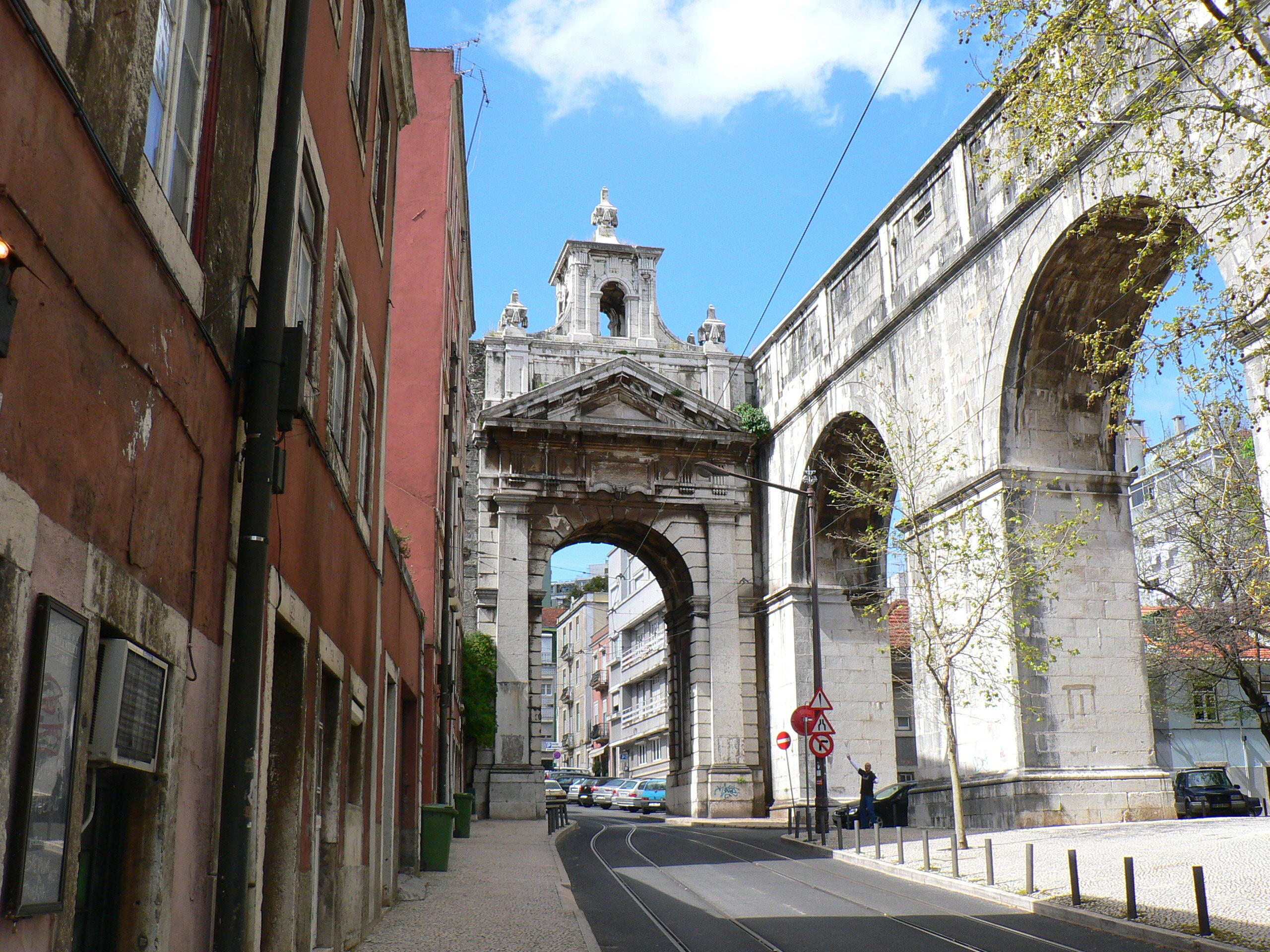
Vista de l'aqüeducte

S'alça sobre la vall d'Alcántara. La construcció d'un aqüeducte per dur aigua a la ciutat donà al rei Joan V l'oportunitat de satisfer la seua passió per les construccions grandioses, ja que l'única àrea de Lisboa que tenia aigua era l'Alfama. El projecte es finançà gràcies a un impost sobre la carn, el vi, l'oli i altres aliments.
Malgrat estar acabat al segle xix, el 1748 ja subministrava aigua a la ciutat. El canal principal feia 19 km, tot i que la longitud total, incloent-hi els canals secundaris, n'és de 58 km. La part més coneguda són els 35 arcs sobre la vall, el més alt dels quals fa 65 m d'altura.
El camí públic sobre l'aqüeducte fou tancat del 1853 ençà, a causa, en part, pels crims perpetrats per Diogo Alves, un criminal que en llançava les seues víctimes des de dalt dels arcs. Hui és possible fer una passejada per damunt dels arcs. També es pot, de vegades, visitar la reserva del Museu de l'Aigua.
En un extrem de l'aqüeducte se situa la Mãi d'Aigua das Amoreiras, que és una espècie de castell que antigament servia de reserva. El disseny originari, del 1745, és obra de l'arquitecte hongarés Carlos Mardel. Completat al 1834, esdevingué un popular punt de trobada per als monarques i els seus amants. Hui l'espai s'utilitza per a exposicions d'art, desfilades de moda i altres actes.